# Meroviscosia longicaudata
Meroviscosia longicaudata är en rundmaskart som beskrevs av Hans August Kreis 1924. Meroviscosia longicaudata ingår i släktet Meroviscosia och familjen Oncholaimidae. Inga underarter finns listade i Catalogue of Life.